# Bjurfors, Skellefteå kommun
Bjurfors är en tidigare småort i Skellefteå socken i Skellefteå kommun. SCB ändrade sin metod att ta fram småortsstatistik 2015, varvid orten inte längre uppfyllde kraven för att vara en småort.

## Samhället
Skolan är nedlagd men det finns en föräldrakooperativ förskola. 

## Idrott
I byn finns idrottsföreningen IFK Bjurfors, som grundades 1946. Föreningens ishockeylag spelar i division tre, och A-laget i fotboll spelar i division fem.